# Yuki (langue tupi-guarani)
Pour les articles homonymes, voir Yuki.
Ne doit pas être confondu avec Yuki (langue yukiane).
Le yuki ou yuqui, est une langue tupi-guarani parlée dans le département de Cochabamba en Bolivie. Le nom yuki est utilisé pour faire référence autant à la langue qu'à ses locuteurs.
Depuis la promulgation du décret suprême nº 25894 du 11 septembre 2000, le yuki est l'une des langues indigènes officielles de la Bolivie, elle a plus tard été incluse dans la constitution bolivienne de 2009, promulguée le 7 février 2009,.

## Situation actuelle
Le yuki compte environ 140 locuteurs et est donc par le fait même en sérieux danger d'extinction (Crevels et Muysken, 2009:15). Un nombre important de ses locuteurs sont bilingues yuki-espagnol (Villafañe, 2004).

## Aspects historiques
Peu de références historiques existent sur cette ethnie. Comme l'affirme Villafañe (2012), il est connu que les Yukis étaient nomades et se déplaçaient sur un vaste territoire jusqu'au premier contact avec les missionnaires. Ce territoire comprendrait la province d'Ichilo, la partie nord de la province de Carrasco et les parties orientales de la province du Chapare (Montaño Aragon, 1987). Selon l'auteur, l'ethnie yuki a toujours été confondue avec d'autres groupes aborigènes de la région (sirionó et yuracaré), car ils vivaient dans le même espace géographique. Il est donc difficile de délimiter de façon fiable l'ancien habitat des Yukis, qui, eux, affirment que leurs ancêtres proviennent du Chapare.

## Classement
Selon le classement des langues tupi-guarani proposé par Rodrigues (1984, 1985), basée principalement en des critères phonologiques, le yuki est une langue tupi-guarani appartenant au sous-groupe guarayó. D'autre part, selon le classement proposé par Dietrich (1986), basée sur une comparaison lexicale, grammaticale et phonétique des langues tupi-guarani pures, le yuki est une langue de la branche tupi-guarani centrale.

## Grammaire

### Phonologie
Le yuki présente 20 phonèmes consonantiques et un système de voyelles composé de dix voyelles orales, cinq courtes et cinq longues, et dix voyelles nasales, cinq courtes et cinq longues (Villafañe, 2012).